# Mougheul
Mougheul (în arabă موغل) este o comună din provincia Béchar, Algeria.
Populația comunei este de 616 locuitori (2009).